# Anton Janežič

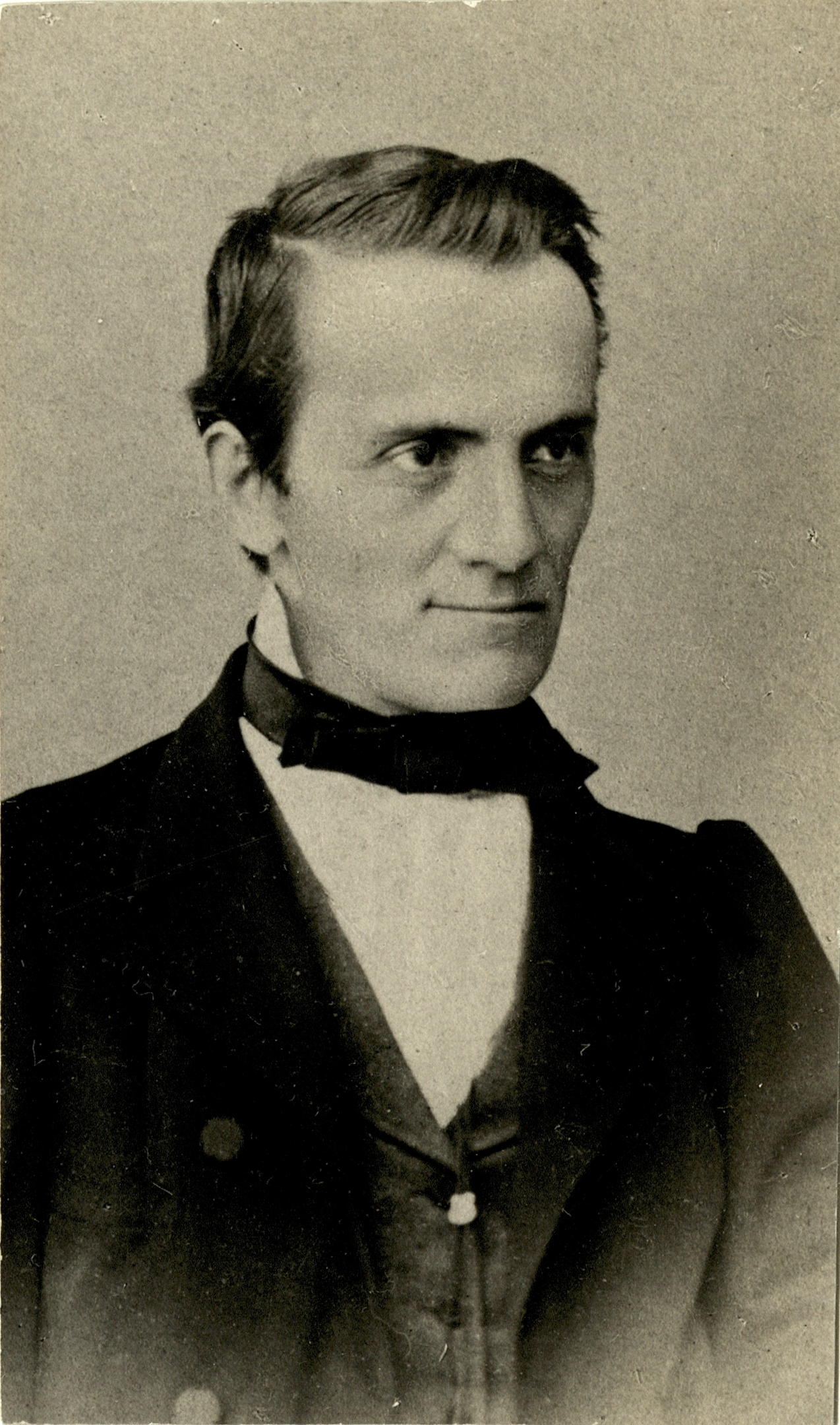
Anton Janežič

Anton Janežič (* 19. Dezember 1828 in Lessach; † 18. September 1869 in Klagenfurt; Alternativschreibung: Janežić) war ein slowenischer Philologe aus Kärnten, der sich um die Verbreitung und Stabilisierung der slowenischen Schriftsprache verdient machte.

## Leben und Werk
Janežič entstammte einer wohlhabenden Bauernfamilie. Er besuchte das Gymnasium in Klagenfurt, wo er 1848 Slowenischlehrer wurde. Einer seiner Schüler war Josef Stefan. Von 1851 bis 1855 studierte er in Wien u. a. bei Franz von Miklosich Slowenisch und Deutsch für das Lehramt. 
1851 begann er mit der Zusammenstellung eines deutsch-slowenischen Wörterbuchs, das auf der Arbeit von Ožbalt Gutsman, Marko Pohlin, Matija Ahacel, Jernej Kopitar und Urban Jarnik basierte, und vollendete es 1854 auf Anraten von Franz Miklosich und Franc Serafin Metelko. Im selben Jahr veröffentlichte er auch eine Grammatik der slowenischen Sprache, die bis in die 1920er Jahre in slowenischsprachigen Schulen verwendet wurde.
Im Jahr 1850 gründete Janežič die Literaturzeitschrift Slovenska bčelo (Die slowenische Biene), die Werke bedeutender zeitgenössischer slowenischer Autoren wie Josipina Turnograjska, Miroslav Vilhar, Fran Levstik, Janez Trdina und Andrej Einspieler veröffentlichte. Im Jahr 1858 fusionierte die Zeitschrift mit der von Simon Jenko, Valentin Zarnik und Janez Mencinger herausgegebenen Zeitschrift Vaje zur Zeitschrift Slovenski glasnik (Der slowenische Herold), an der viele wichtige Autoren mitwirkten, darunter Fran Erjavec und Josip Jurčič. 
Zwischen 1861 und 1868 veröffentlichte die Zeitschrift auch die Büchersammlung Cvetje iz domačih in tujih logov (Blumen aus dem In- und Ausland), in der Bücher slowenischer Autoren und Übersetzungen klassischer Autoren erschienen. Nach seiner Pensionierung im Jahr 1866 überließ er die Redaktion Josip Stritar.

Im Jahr 1851 gründete Janežič zusammen mit Andrej Einspieler und dem Dichter und katholischen Bischof Anton Martin Slomšek die er Hermagorasbruderschaft, eines katholischen, slowenischsprachigen Buchklubs und Verlages, der auf die Bildung und Sprachpflege der einfachen Bevölkerung, insbesondere unter den Kärntner Slowenen, abzielte. Darüber hinaus engagierte er sich gemeinsam mit Matija Ahacel und Anton Martin Slomšek für die Bewahrung der Volkstraditionen der Slowenen in Kärnten und der Untersteiermark. Er war auch der Erste, der eine vollständige Übersetzung der Freisinger Denkmäler, der ältesten Dokumente in slowenischer Sprache und der ersten Aufzeichnung einer slawischen Sprache in lateinischer Schrift, ins moderne Slowenische anfertigte.
- Kurzer leichtfasslicher Unterricht in der Slovenischen Sprache

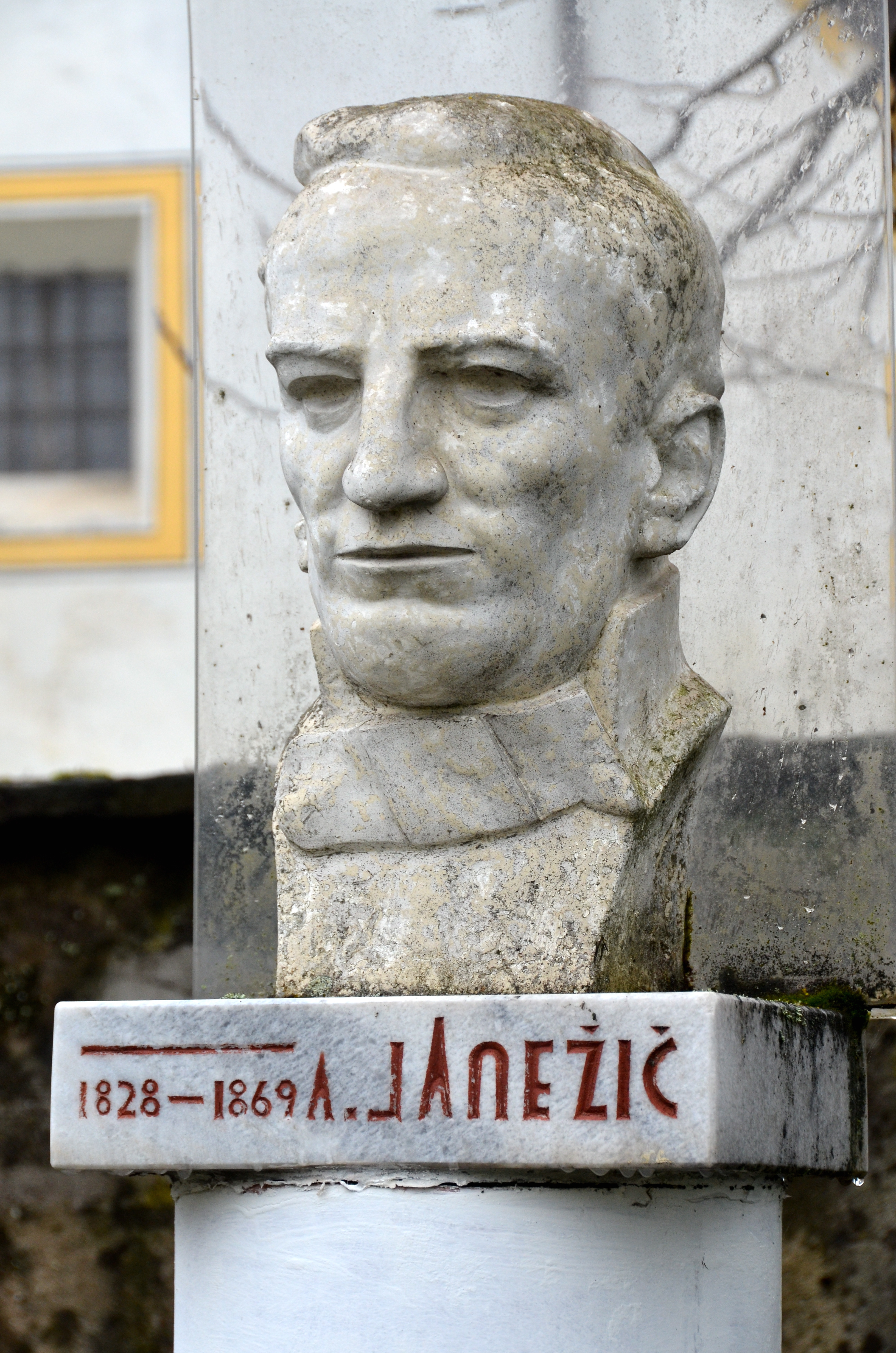
France Gorše: Anton Janežič (Kulturpark Suetschach)

## Ehrungen
- 1923 wurde die Janežičeva cesta in Ljubljana nach Anton Janežič benannt.[2][3]
- In Klagenfurt ist in der Völkermarkter Vorstadt der Vorplatz des Slowenischen Gymnasiums nach ihm benannt.[4]